# La Défaite de Sennacherib
La Défaite de Sennacherib est un tableau de Pierre Paul Rubens sur panneau de chêne détenu par l'Alte Pinakothek de Munich. Il illustre une scène du deuxième livre des Rois, qui fait partie de l'Ancien Testament : la défaite de l'armée de Sennacherib vaincue par un ange. Il s'agit du pendant de La Conversion de saint Paul (en) détenue par l'Institut Courtauld à Londres.
Le tableau a été reproduit en gravure par Pieter Claesz Soutman, Ferdinand Piloti et Jacques Gamelin.

## Description
Quatre anges armés d'épée ou d'éclair de lumière, descendant du ciel dans un flot éclatant et effrayant l'armée de Sennacherib. Au centre du tableau, le roi, pâle et terrifié, est sur le point d'être désarçonné par son cheval. Les guerriers s'enfuient sur sa droite ou sa gauche ; nombre d'entre eux sont déjà à terre. À l'arrière-plan, à gauche, d'autres combattants observent la scène.
Faute de modèle antique, Rubens représente le roi assyrien en sultan ottoman et son armée en soldats mi-turcs mi-romains.

## Composition
La Défaite de Sennacherib est caractérisée par sa composition qui montre un échelonnement des personnages en profondeur. Afin de réaliser ce tableau, Pierre Paul Rubens a probablement été fortement influencé par La Bataille du pont Milvius peint au Vatican par Giulio Romano d'après les dessins de Raphaël.